# كاستر سيمينيا
كاستر سيمينيا (بالإنجليزية: Mokgadi Caster Semenya) (من مواليد 7 يناير 1991 في بولوكوان) هي عداءة جنوب أفريقية تنافس في المسافات المتوسطة. فازت ب 800 م في دورة ألعاب الكومنولث للشباب2008. وفازت في 800 م في بطولة العالم لالعاب القوى 2009 في برلين بوقت 1:55.45 في النهائي، وهو أفضل رقم شخصي، واسرع وقت في تلك السنة. في أغسطس 2009 أجرى الاتحاد الدولي لألعاب القوى اختبارا للتحقق من جنس سيمينيا في الأسابيع التي سبقت حدث 800 م في بطولة العالم. واظهرت النتائج الاختبارت أن جسم سيمينيا يحتوي على ثلاثة أضعاف مادة التستوستيرون التي توجد عادة في جسم المرأة . طلب الاتحاد الدولي لألعاب القوى إجراء هذه الفحوص خلال بطولة العالم بسبب مظهر اللاعبة الذي يميل للذكورة وكذلك الطفرة التي حققتها في بطولة العالم لألعاب القوى 2009.
في يوليو 2010، وافق الاتحاد الدولي على النتائج التي توصل إليها فريق من الأطباء الخبراء الدوليون، والذي يسمح لسيمينيا أن تشارك كامرأة بدون أي قيود.
في 16 نيسان 2016 فازت بلقب البطولة المحلية في سباق 800 متر بأفضل توقيت عالمي لتلك السنة، بدقيقة واحدة و56.48 ثانية .

## روابط خارجية
- كاستر سيمينيا على موقع الاتحاد الدولي لألعاب القوى (الإنجليزية)
- كاستر سيمينيا على موقع الدوري الماسي (الإنجليزية)
- كاستر سيمينيا على موقع اللجنة الأولمبية الدولية (الإنجليزية)
- كاستر سيمينيا على موقع أوليمبيديا (الإنجليزية)